# Дарлинг, Чак
Чарльз Фрик «Чак» Дарлинг (англ. Charles Frick "Chuck" Darling; 20 марта 1930, Денисон, Айова, США — 6 апреля 2021) ― американский баскетболист, который запомнился своими выступлениями на студенческом и любительском уровне. В составе национальной сборной США стал чемпионом Летних Олимпийских игр 1956 года в Мельбурне.

## Ранние годы
Чак Дарлинг родился 20 марта 1930 года в городе Денисоне (штат Айова), после чего перебрался в город Хелена (штат Монтана), где учился в одноимённой средней школе, а последние годы провёл в Южной высшей школе Денвера (штат Колорадо), в которых играл за местные баскетбольные команды.